# Ондавка
Ондавка (словац. Ondavka) — село в Словаччині, Бардіївському окрузі Пряшівського краю. Розташоване в північно-східній частині Словаччини на північній частині Низьких Бескидів в долині р. Ондави на кордоні з Польщею.
Вперше згадується у 1618 році. Населене українцями, але після Другої світової війни — під загрозою переселення в УССР — абсолютна більшість селян переписалася на словаків та русинів.
В селі була дерев'яна церква з 18 ст., яка згоріла у 1949 році, з її рештків збудовано дзвіницю. Зараз в селі є греко-католицька церква з 1968 року.

## Населення
| Рік:            | 1993 | 2003     | 2013     | 2023     |
| --------------- | ---- | -------- | -------- | -------- |
| Кількість осіб: | 44   | 34       | 18       | 11       |
| Різниця:        |      | -22,72 % | -47,05 % | -38,88 % |

| Рік:            | 2022 | 2023     |
| --------------- | ---- | -------- |
| Кількість осіб: | 13   | 11       |
| Різниця:        |      | -15,38 % |

В селі проживає 24 осіб.
Національний склад населення (за даними останнього перепису населення — 2001 року):
- русини — 48,65 %
- словаки — 27,03 %
- українці — 24,32 %

Склад населення за приналежністю до релігії станом на 2001 рік:
- греко-католики — 75,68 %,
- православні — 16,22 %,
- римо-католики — 5,41 %,
- не вважають себе віруючими або не належать до жодної вищезгаданої церкви — 2,70 %